# Hubert Quick
Hubert Quick (* 27. Juli 1954 in Weinheim an der Bergstraße; † 18. Oktober 2019) war ein deutscher Bauingenieur für Geotechnik und Professor h. c. an der TU Darmstadt.

## Biographie
Quick studierte ab 1974 Bauingenieurwesen an der TH Darmstadt, wo er  Anfang 1981 in konstruktivem Ingenieurbau, Schwerpunkt Geotechnik, sein Diplom machte. Danach war er Mitarbeiter und Geschäftsführer in verschiedenen Grundbauinstituten (u. a. Breth und Romberg; Sommer), bevor er 1993 sein eigenes Ingenieurbüro gründete, welches (Quick und Kollegen – Ingenieure und Geologen GmbH) er seit 2014 gemeinsam mit den Kollegen Michael und Meißner führt.
Quick lehrte von 1991 bis 1998 das Fach Grundbau an der Hochschule Frankfurt am Main. Seit 1995 lehrt Quick das Fach Hochhausgründungen am Institut für Geotechnik an der TU Darmstadt, die ihn im Jahr 2000 zum Professor h. c. ernannte.
Quick ist seit 1993 öffentlich bestellter und vereidigter Sachverständiger für Erd- und Grundbau (IHK Darmstadt), seit 1999 Gutachter im Eisenbahnbau im Bereich der Eisenbahnen des Bundes – Sachgebiet Geotechnik, Tätigkeitsbereiche: Erd- und Grundbau, Felsbau, Tunnelbau, seit 2004 Prüfingenieur für Erd- und Grundbau (Ingenieurkammer des Landes Hessen), seit 2013 Prüfingenieur – Erd- und Grundbau (Wasser- und Schifffahrtsverwaltung des Bundes) und Mediator.
Quick hat seit 1981 maßgeblich an der Entwicklung von Hochhausgründungen und tiefen Baugruben sowie deren numerischer Modellierung in Frankfurt am Main mitgewirkt und gemeinsam mit Kollegen (Katzenbach, Arslan, Breth, Sommer) die kombinierte Pfahl-Plattengründung (KPP) entwickelt, die heute nicht nur in Frankfurt, sondern weltweit angewendet wird. Neben bekannten Hochhäusern in Frankfurt (Messeturm, Commerzbank Tower, Maintower, FOUR), in Berlin (Sony-Center, MK 8), in München (Süddeutscher Verlag) beriet Quick auch viele Hochhäuser bis 500 m Höhe, insbesondere in Dubai, Abu Dhabi und Katar.
Nach der Wiedervereinigung Deutschlands war Quick für den Umbau des in Teilen auf Holzpfählen und in Teilen auf Bohrpfählen (neuer Plenarsaal) gegründeten Berliner Reichstags und aller Neubauten des Parlaments und der Regierung geotechnisch beratend tätig.
Neben Hochhausgründungen ist ein weiterer Schwerpunkt der Tätigkeit von Quick der Tunnelbau. Ca. 300 km Tunnel in allen verfügbaren Tunnelbautechnologien wurden von Quick in verschiedenen Funktionen im In- und Ausland beraten. Als Verantwortlicher für Geotechnik und Tunnelbau sowie für das geotechnische Risikomanagement beriet Quick von 2007 bis 2016 den Bau des Brenner-Basis-Tunnels (rund 60 km/längster Tunnel der Welt) auf der italienischen Seite.
Die Nutzung von Geothermie (u. a. bei Hochhausgründungen) und das Risiko- und geotechnische Vertragsmanagement sind weitere Schwerpunkte der Tätigkeiten von Quick.

## Mitgliedschaften
- International Society for Soil Mechanics and Geotechnical Engineering – ISSMGE
- International Tunnelling Association – ITA
- Internationale Gesellschaft für Felsmechanik – ISRM
- Industrie- und Handelskammer Darmstadt – IHK Darmstadt
- Ingenieurkammer des Landes Hessen – Ing.Kammer Hessen
- Verband Beratender Ingenieure – VBI
- Deutsche Gesellschaft für Geotechnik e.V. – DGGT
- Österreichische Gesellschaft für Geomechanik – ÖGG
- Council on Tall Buildings and Urban Habitat – CTBUH
- Hessisch-Thüringischer Baurechtstag
- Centrum für deutsches und internationales Baugrund- und Tiefbaurecht e.V. – CBTR
- Technical Comitte TC 204: Underground Construction in Soft Ground und TC 301: Preservation of Historic Sites der International Society for Soil Mechanics and Geotechnical Engineering (ISSMGE)

## Schriften
- Potsdamer Platz 1994 – 2001 – Die bauliche Entwicklung in Luftbildern. Herausgeber: Luftbildverlag Berlin
- Tiefe Geothermie VBI-Leitfaden. Herausgeber: Verband Beratender Ingenieure VBI, Berlin
- Wirtschaft und Architektur – Bauelite 2019.